# Joodse begraafplaats (Noordwolde)
De Joodse begraafplaats in Noordwolde bestaat sinds 1770. Van 1770 tot 1870 maakte een kleine joodse gemeenschap deel uit van Noordwolde. Deze gemeenschap beschikte over een synagoge en een begraafplaats. Omdat deze begraafplaats de eerste in Friesland was, zijn er behalve uit Noordwolde, ook joden uit de omliggende plaatsen, zoals Steenwijk en Gorredijk begraven.
In 1832 heeft het perceel de kadastrale aanduiding Noordwolde A 161.
Het beheer van de begraafplaats werd op 25 oktober 2003 door het Nederlands-Israëlitisch kerkgenootschap overgedragen aan It Fryske Gea. Bij die gelegenheid werd een monument onthuld ter herinnering van de joodse oorlogsslachtoffers uit Stellingwerf. Op dit monument staan de namen van de oorlogsslachtoffers vermeld.

## Afbeeldingen

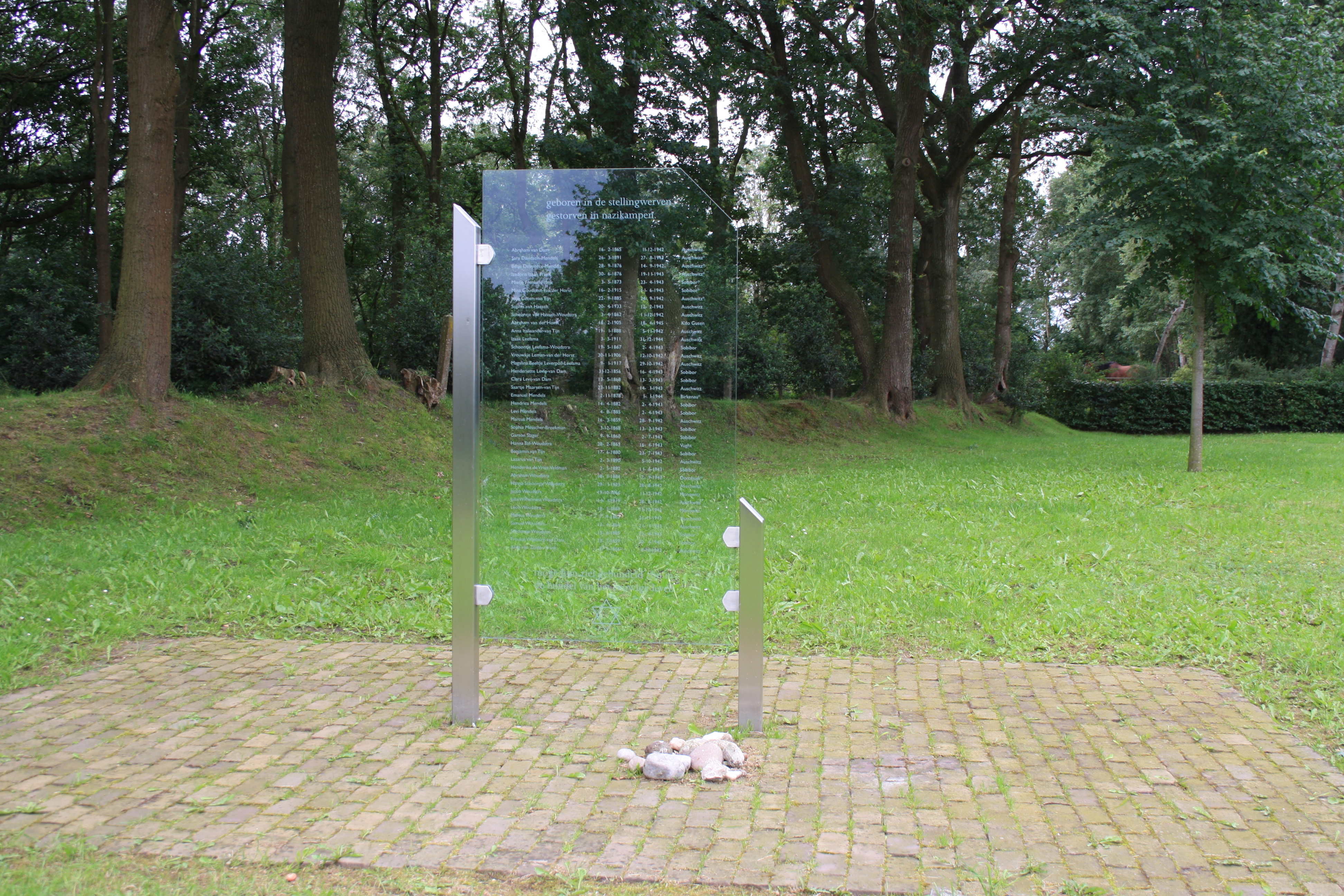
Monument
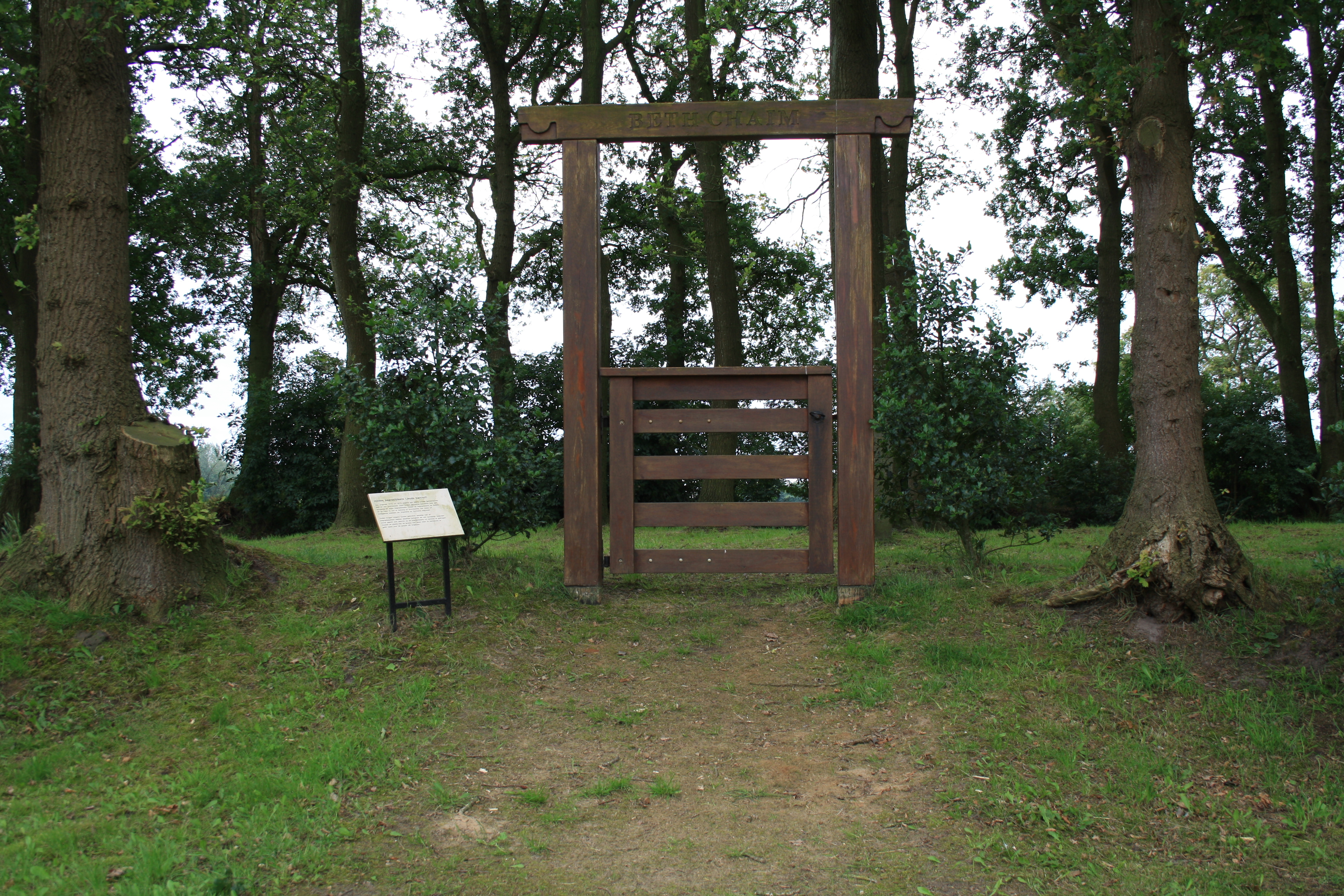
Toegangspoort
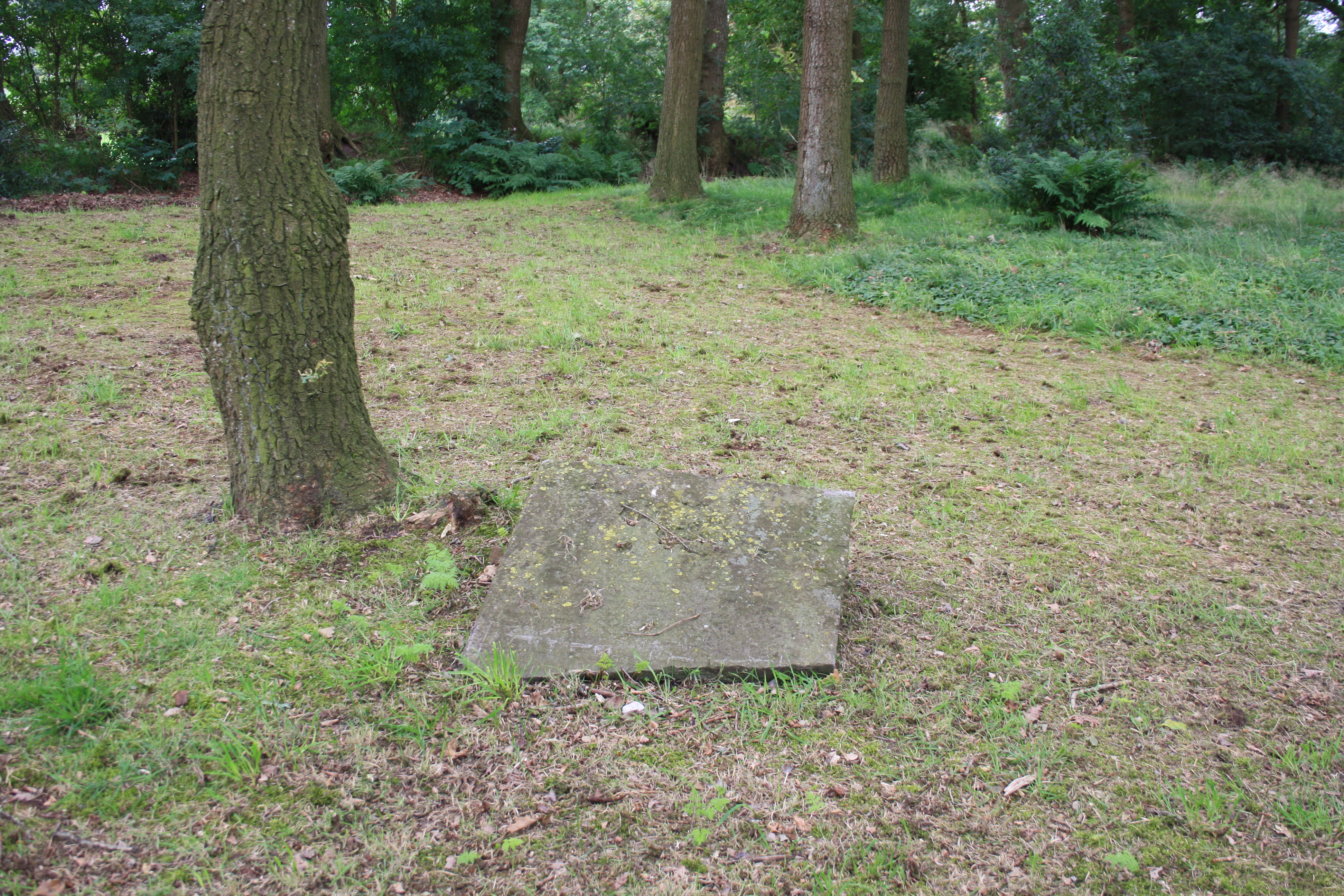
Grafsteen